# Scoparia encapna
Scoparia encapna là một loài bướm đêm trong họ Crambidae.